# Antoine Eléonor Pouthier de Gouhelans
Pour les articles homonymes, voir Pouthier.
Antoine Eléonor Pouthier de Gouhelans, né le 14 avril 1744 à Huanne (Doubs), mort le 11 août 1828 à Besançon (Doubs), est un général français de la Révolution et de l’Empire.

## États de service
Il entre en service le 2 avril 1759, dans la compagnie des chevau-légers de la Garde. Il est fait chevalier de Saint-Louis et chevalier de Saint-Georges en 1762. Il passe lieutenant-colonel en 1778 au régiment de chasseurs de Normandie, et en 1789, il commande la citadelle de Besançon.
Il est nommé colonel le 13 avril 1792, au 22e régiment de cavalerie, et il est promu maréchal de camp le 21 septembre 1792.
Il meurt le 11 août 1828, à Besançon.

## Sources
- (en) « Generals Who Served in the French Army during the Period 1789 - 1814: Eberle to Exelmans »
- Chevalier de Courcelle, Dictionnaire Universel de la Noblesse de France, Bureau de la Noblesse de France, 1820, p. 292